# Gears 5
Gears 5 — відеогра жанру шутера від третьої особи, розроблена канадською компанією The Coalition і видана Xbox Game Studios для Xbox One і Windows 10 вересня 2019 року. Ця гра є п'ятою частиною в основній серії Gears of War і прямим продовженням Gears of War 4.
Події Gears 5 починаються невдовзі після фіналу попередньої гри. Дізнавшись про повернення орди Сарани, Джеймс і Кейт з товаришами вирушають спорядити орбітальну зброю для боротьби з нею. В подорожах їм доводиться розкрити секрети появи Сарани й сімейні таємниці Кейт.

## Ігровий процес

### Однокористувацька гра
Gears 5 зберігає основну механіку попередніх частин. Головними героями є солдати Кейт Діаз і Делмонт Вокер, до яких приєднуються різні напарники. Загін супроводжує літаючий робот Джек, здатний підносити зброю й припаси, відкривати сховки чи лікувати загін. Гравець може вдосконалювати Джека знайденими впродовж сюжету деталями. Сюжетний режим підтримує кооперативну гру в режимі розділеного екрана.
Одночасно боєць може нести два види дворучної стрілецької зброї, один пістолет і гранати одного виду. Крім цього, він може підібрати важке озброєння, яке при перемиканні на інший вид зброї буде викинуто. Всі види зброї використовують свої типи набоїв, які беруться в сховках або з трупів ворогів. Боєць може сховатися за стіною або перешкодою і вести з-за неї прицільний вогонь, або стріляти наосліп, не покидаючи укриття; змінювати своє положення в укритті, а також перебігати з одного укриття до іншого. Здоров'я автоматично відновлюється, коли персонаж певний час не зазнає поранень.

### Багатокористувацька гра
- «Ескалація» (англ. Escalation) — дві команди борються за володіння трьома кільцями. Якщо боєць стоїть в кільці кілька секунд, він захоплює його. За час володіння кільцями нараховуються очки, перемагає та команда, що першою набере вказану кількість очок. Контроль одночасно всіх кілець упродовж 6 секунд одразу приносить перемогу. Кожного наступного раунду учасникам випадає нова зброя.
- «Втеча» (англ. Escape) — троє гравців повинні разом пройти рівень до того, як їх досягне отруйний газ. Персонажі цього режиму мають по активної і пасивної здатності, а їх характеристики можуть бути покращені.
- «Орда» (англ. Horde) — п'ятеро гравців беруть на себе ролі персонажів сюжетної кампанії або гостьових персонажів і борються проти хвиль ворогів. Гравцям потрібно протриматися 50 хвиль, складність яких поступово зростає. Між хвилями гравці можуть покращувати характеристики персонажа і його зброї. Кожен персонаж має свої унікальні активну і пасивну здатності. Загін супроводжує літаючий дрон, здатний лікувати союзників, ремонтувати укріплення та приголомшувати ворогів. Найпотужніша здатність робота дозволяє тимчасово брати під контроль одного ворожого бійця.
- «Страж» (англ. Guardian) — гравці поділяються на команди, кожна з яких отримує лідера. Метою є знищити всіх бійців протиборчої команди. Коли команда втрачає лідера, її учасники втрачають здатність відроджуватись.
- «Цар гори» (англ. King of the Hill) — команди змагаються за володіння єдиною точкою. Що довше команда нею володіє, то більше отримує переможних очок на свій рахунок. Точка вважається у власності команди, якщо біля неї лишається принаймні один ворожий боєць. Тут палі бійці також можуть одразу повернутися в бій, не чекаючи завершення раунду.
- «Командний бій насмерть» (англ. Team Deathmatch) — гравці поділяються на команди, де вбиті бійці можуть бути оживлені товаришами. Кожна команда при цьому має спільний запас життів. Перемагає та команда, що першою виграє два раунди, або в якої лишається більше життів до вичерпання часу.
- «Гонка озброєнь» (англ. Arms Race) — беруть участь дві команди по 5 бійців, зброя яких змінюється автоматично. Метою кожної команди є першою здійснити 3 вбивства зі вказаної зброї, після чого зброя автоматично замінюється на іншу. Всього є 13 видів зброї, а на місцевості можна підібрати боєприпаси до неї.
- «Викидайло» (англ. Dodgeball) — беруть участь дві команди по 5 бійців, метою є вивести з гри всіх противників. Вбиті бійці можуть повертаються у стрій, якщо хтось з їхньої команди сам здійснив убивство і вижив після цього 5 секунд.
- «Страта» (англ. Execution) — команди змагаються у знищенні одна одної. Застрелені бійці певний час вважаються пораненими та можуть бути повернені в бій іншими учасниками команди. З першого разу вбити бійця можна тільки в ближньому бою[3][4].

## Сюжет
Джеймс Домінік, Делмонт Вокер і Маркус разом з Кейт складають новий Загін Дельта. За дорученням Даймона Берда вони вирушають в руїни Азури, щоб запустити супутник «Молот світанку». Виконавши завдання, вони повертаються до столиці КОД, Нової Ефіри. Берд повідомляє, що супутник не має зв'язку з рештою мережі «Молотів світанку», проте готовий ним скористатися. Перша міністр Джинн однак вважає, що мережу не слід відновлювати.
Джинн інформують про напад Сарани на Поселення 2 і вона посилає загін Джеймса на допомогу. Загін зустрічає групу бійців, яка раніше брала участь у заколоті проти КОД. Один з них, Фаз Чутані, розкриває, що Джеймс тоді віддав наказ стріляти по цивільних. Через це Делмонт і Кейт перестають довіряти Джеймсу. Сарана нападає на конвой з біженцями, Джеймс просить Берда атакувати територію з супутника. В результаті вороги гинуть, але супутник продовжує стріляти у випадкові місця. Джеймс рятує групу цивільних, але сам зазнає поранень.
Чотири місяці по тому, Кейт і Делмонт прибувають у селище Вигнанців, розташоване в скелеті черва Сарани. Вони намагаються переконати їх приєднатися до КОД, але старійшина поселення, дядько Кейт на ім'я Оскар, відмовляється. В цей час селище атакує Сарана, Кейт захоплює одна з істот. Однак Кейт здобуває здатність керувати Сараною, хоча це не допомагає врятувати Оскара. Джеймс і Фаз прибувають на підмогу. Кейт розповідає про свою нову здатність і Маркус радить відвідати покинуту лабораторію в Новій Надії. Дорогою туди Маркус розповідає, що вчений Нільс Самсон експериментував там над дітьми, вводячи їм імульсію для створення посилених солдатів. Група дістається до гори Кадар, де розташовувалася фортеця Сарани.
Кейт і Делмонт знаходять в горах сховану під кригою лабораторію. Тамтешній робот від імені Нільса пояснює, що королева Сарани, Мірра, була людиною, цілковито стійкою до впливу імульсії. Її ДНК Нільс поєднав з ДНК Сарани, що дало Міррі здатність телепатично керувати Сараною. Коли в Мірри відібрали для дослідів її доньку Рейну, Мірра очолила Сарану аби повернути її. Оскільки Рейна — це була мати Кейт, дівчина розуміє, що є онукою королеви і її здатність успадкована. Робот під'єднує Кейт до машини для відімкнення її від колективного розуму Сарани, але це пробуджує в розумі Сарани поглинену ним особистість Рейни. Робота знищує пробуджена істота Матріарх, Кейт з Делмонтом вдається втекти з лабораторії. Кейт повідомляє КОД, що Сарана отримала нову королеву та вимагає відновити «Молоти світанку».
Берд споряджає загін до Васґару, де розташовувався космодром. Там від зустрічає товариша Гаррона Падука, що став лідером кочівників. Падук повідомляє, що на космодромі є ракета з готовим «Молотом світанку», таємно підготована КОД. Також він каже, що Сарана останнім часом стала організованіша та виготовляє нову зброю. Кейт, Делмонт і Берд приєднуються до Джеймса з Фазом. Вони вирішують націлити супутник з допомогою маяка, та на заваді стає істота Кракен. Падук прилітає на літаку та забирає загін.
Повернувшись у Нову Ефіру, загін обдумує як запустити супутник. Джинн наказує арештувати Кейт аби примусово під'єднати її до колективного розуму. Проте Сарана атакує столицю, загін встановлює маяк і готується вистрілити наявним супутником, але Кракен знищує маяк. Рейна отримує тіло та прибуває в столицю. Кейт пробивається крізь лави ворогів аби врятувати товаришів, але зазнає нападу Кракена. Їм допомагає робот Джек, який стає новим маяком. Коли Сарану знищено, Маркус застерігає Кейт, що Рейна повернулася в новій подобі. Кейт каже, що її потрібно розшукати та викидає материн амулет з емблемою Сарани.

## Оцінки й відгуки
| Агрегатор  | Оцінка                  |
| ---------- | ----------------------- |
| Metacritic | PC: 82/100 XONE: 84/100 |

| Видання                   | Оцінка        |
| ------------------------- | ------------- |
| Destructoid               | 8/10          |
| Edge                      | 6/10          |
| Electronic Gaming Monthly | [ 8 ]         |
| Eurogamer                 | Рекомендовано |
| Game Informer             | 8.5/10        |
| GameRevolution            | 4/5           |
| GameSpot                  | 7/10          |
| GamesRadar+               | [ 13 ]        |
| IGN                       | 9/10          |
| VideoGamer.com            | 8/10          |

Gears 5 здобула широке визнання. Середній бал версії для Xbox One на агрегаторі Metacritic складає 84 бали зі 100, а для Windows — 82/100.
Портал IGN присвятив Gears 5 три рецензії: в огляді сюжетної кампанії була виставлена оцінка 8.8 з 10 балів, багатокористувацьким режимам — 9 балів з 10, і в рамках фінальної рецензії була також виставлена оцінка в 9 балів. Сюжет оцінювався як відмінний від решти ігор, оскільки має двоактову структуру, та слугує лише містком до продовження. Відзначалася відмінна графіка, хоча на час виходу гри вона вже не є передовою. Особливу похвалу здобула робота над освітленням. Багатокористувацька гра Gears 5 була визнана найкращою в серії за виважений набір режимів і карт. Втім, зазначалося, що не всі карти однаково придатні для кожного режиму.
Ендрю Рейнер, редактор сайту Game Informer, поставив грі 8.5 балів з 10, зазначивши, що Gears 5 «більшою мірою все та ж Gears, але набагато масштабніша й драматична». Було зазначено, що Gears 5 намагається виглядати грою з відкритим світом, але такою вона не є. Натомість вона зберігає найкращі моменти попередніх ігор, збагачуючи їх чудовим мультиплеєром і графікою.
Gears 5 отримала максимальну оцінку в 6 балів з 6 від сайту Can I Play That ?, який оцінює доступність ігор для людей з обмеженими можливостями. Така висока оцінка зумовлена тим, що діалоги та звуки в грі завжди супроводжуються якою-небудь активністю персонажів або субтитрами, наявна вібрація геймпада, а розмір шрифта може налаштовуватися.
Портал Polygon назвав версію для ПК однією з найкращих в році, похваливши графіку і продуктивність і також відзначив широкий супровід для людей з обмеженими можливостями. Творець оригінальної гри, Кліфф Блежинський, високо оцінив, що в одній з головних ролей виступає жінка, зазначивши, що зображення жіночого персонажа на обкладинці гри про війну радує його.